# Stephanie McMahon
Stephanie McMahon  (24 septembrie din 1976), este o luptătoare profesionistă americană. Stephanie este fiica presedintelui al WWE, Vince McMahon și Linda McMahon, sora lui Shane McMahon, și soția wrestlerului Triple H, cu care are trei fiice.
Stephanie a apărut în mod regulat în WWE între 1999 și 2003. În această perioadă el a fost Campion Feminina și Manager General al SmackDown. Înainte de a fi Managerul General din SmackDown, a fost proprietarul pe ecranul de Extreme Championship Wrestling în timpul Alianței. La sfârșitul anului 2008, el a revenit la marca Raw în cazul în care a fost Director General.
El este în prezent Comisar de Raw.

## Viața personală
A fost acuzata că ar fi inițiat concedierea lui Joanie "Chyna" Laurer, care a plecat din WWF în 2001, după ce Laurer, a fost implicata romantic cu Paul "Triple H" Levesque pentru cu cati va ani in urma, a susținut că plecarea ei nu a fost o chestiune de plăți, dar pentru că McMahon o vraia afară din companie. Laurer a susținut că în timpul relației ei cu Triple H, McMahon a avut o aventură cu el și l-a ținut departe de ea. Triple H si vince McMahon au început sa apara în 2000 în timpul povestei de dragoste cu un script, și care sunt comise de Ziua Îndrăgostiților în 2003.
Ea și Triple H a-u trei fiice. Pe 8 ianuarie din anul 2006, WWE a anuntat ca McMahon și Levesque așteptau primul lor copil, pe 27 iulie, din 2006. McMahon a continuat să lucreze și să călătorească cu WWE pe tot parcursul sarcinii, la naștere pe 24 iulie de anul 2006 cu o fetiță de 3,8 kg, pe care au numit Aurora Rose Levesque. Cuplul a avut al doilea lor copil, o fiică care au numito Murphy Claire Levesque, pe 28 iulie, din 2008. Pe 24 August 2010, Stephanie a dat naștere la al treilea lor fiica, Vaughn Evelyn Levesque, în 2016, după moartea lui Chyna a fost acuzata pentru problemele pe care le-au avut aceasta după plecarea din WWE, Stephanie și-a trimis condoleanțe după ce a aflat de eveniment teribil și zile dupa ce a ridicat interdicția care a fost prezentat la Laurer (Chyna) din 2001, pentru a fi adăugat la secțiunea de Absolventi , și să-i recunoască pentru toate progresele ei, ca o femeie într-un sport de divertisment, Stephanie a avut, de asemenea, probleme cu Paul Heyman, AJ Lee, CM Punk, Chris Jericho, fratele ei, Shane McMahon și alte talente care a trecut prin WWE, dar acestea au fost ținute în secret.